# 昌巴爾河

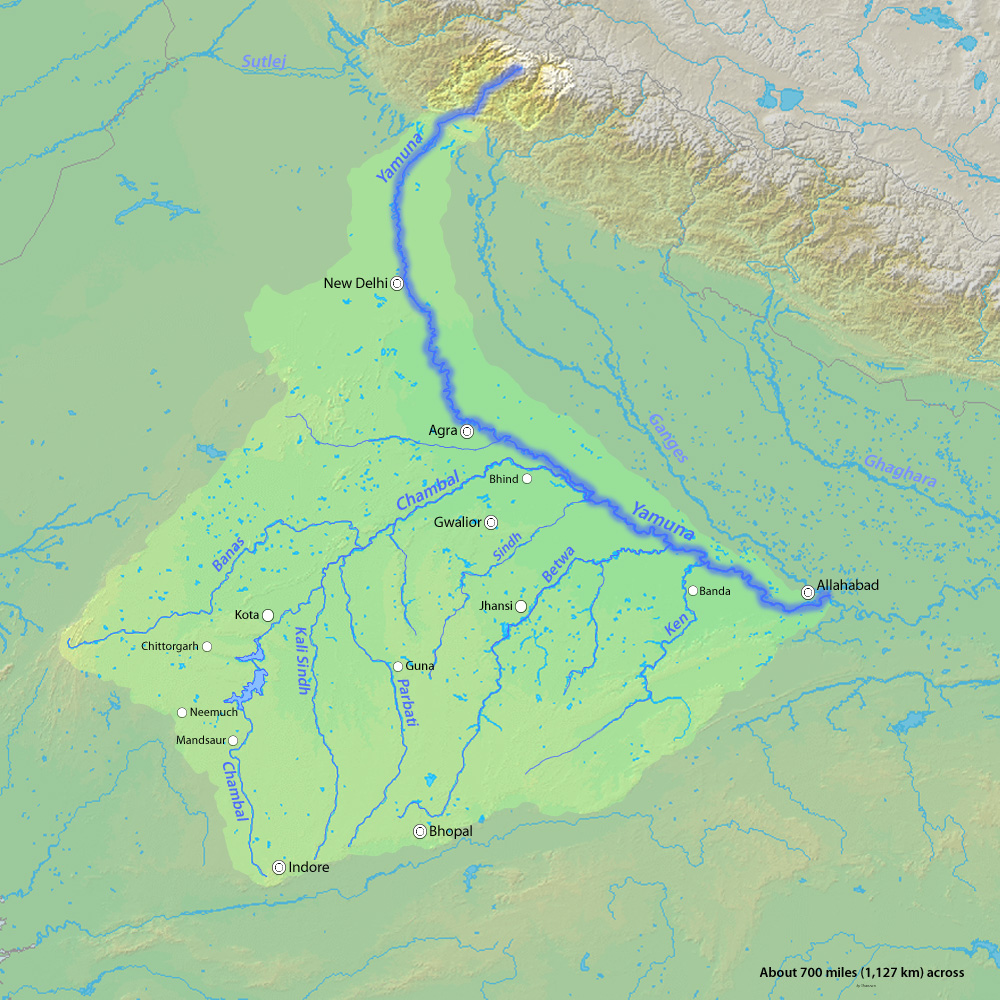
亞穆納河及其支流

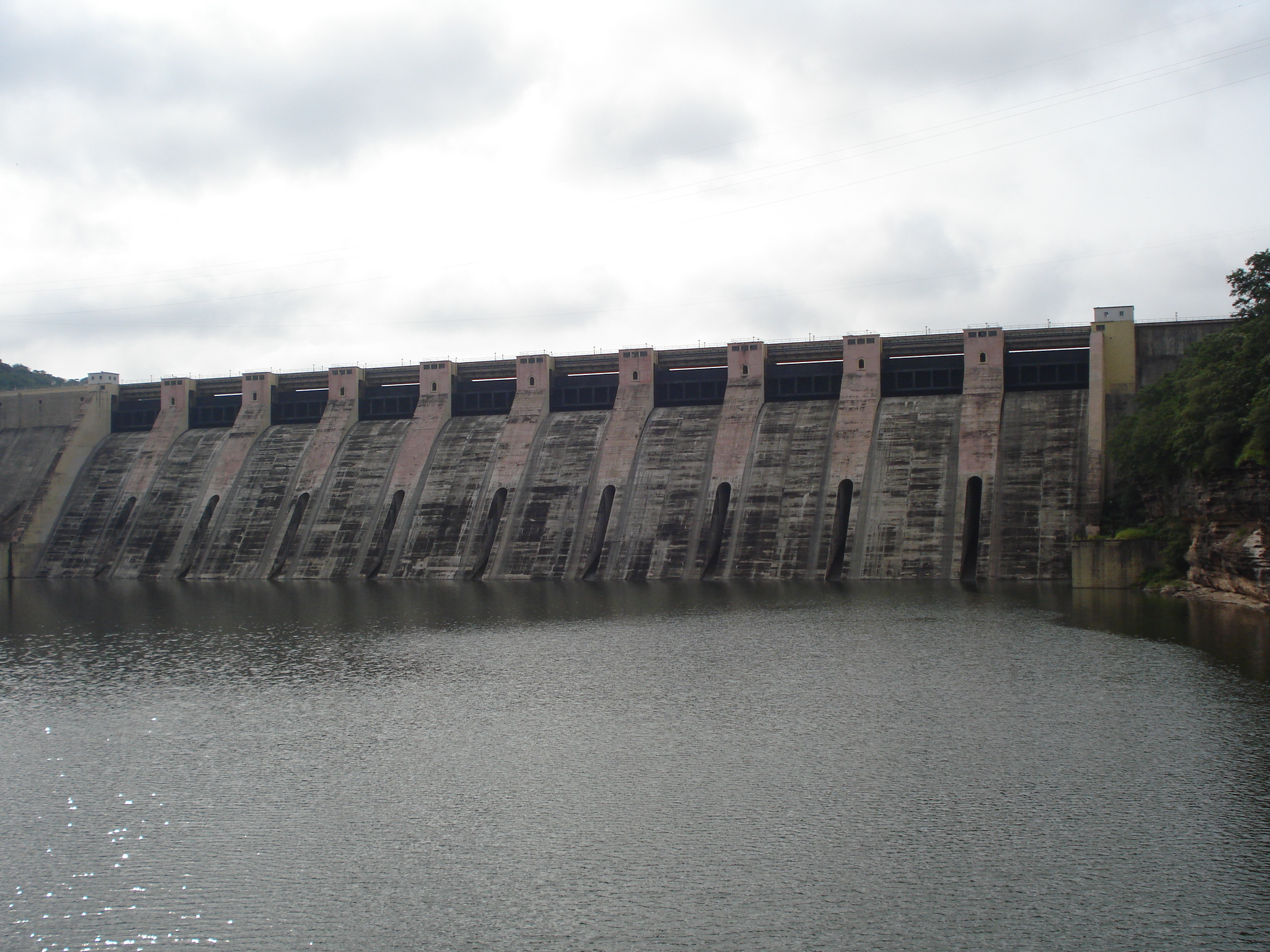
昌巴尔河上的甘地萨格尔坝

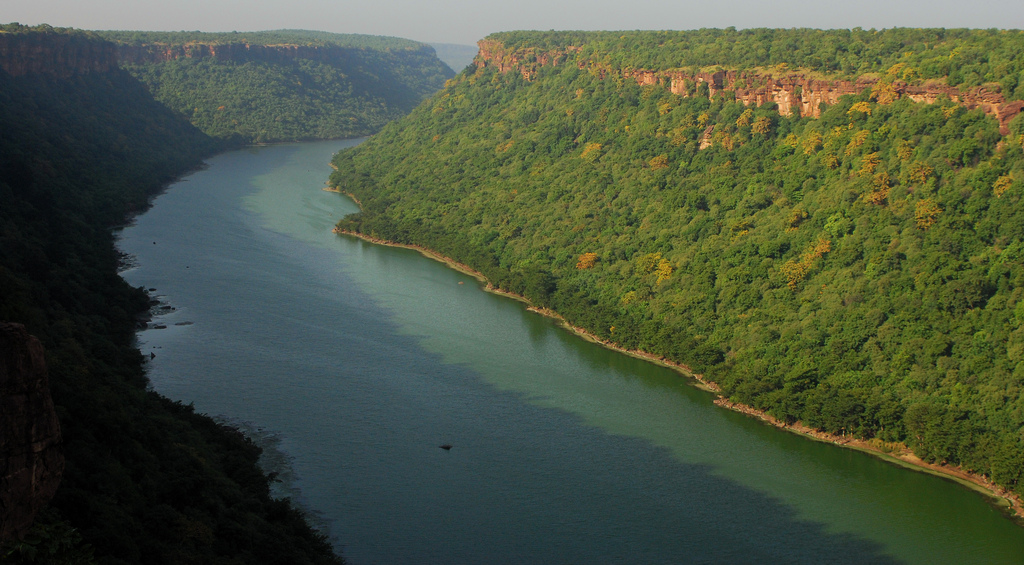
流经科塔一带的昌巴尔河

昌巴爾河是印度的河流，位於該國中部，屬於亞穆納河的支流，流經中央邦、拉賈斯坦邦，河道全長960公里，流域面積143,219平方公里。昌巴爾河發源於中央邦西部的達爾縣、印多爾縣交界地區。

## 外部連結
- Chambal Basin (Department of Irrigation, Government of Rajasthan)
- Chambal Valley Project
- Chambal River in 1949